# Kanakeravan
Kanakeravan ou Qanaqeravan (en arménien Քանաքեռավան) est une communauté rurale du marz de Kotayk, en Arménie. Elle compte 3 593 habitants en 2008.